# Monitur (Spedition)
Die Monitur (lat. monere ‚erinnern, [er-]mahnen‘) ist im Speditionswesen die Beanstandung an Gütern, die beim Hafenumschlag auffällt. Sie wird in der Regel vom Tally erfasst und im Kai Receipt vermerkt. Die angelieferte Ware wird erst dann auf das Seeschiff verladen, wenn dem Ablader Gelegenheit gegeben worden ist, den Mangel zu beheben. Bei Landverkehr wird die Monitur in den Frachtbrief eingetragen.